# 阻生智齿
阻生智齿（阻生第三臼齿）是指受其他牙齿影响而未能完全牙萌出的智齿，此時的智齿（阻生智齿）也是阻生齿。阻生智齿可能会造成冠周炎或损坏相邻牙。通常考虑第三臼齿的萌出角度、牙根发育阶段、阻生深度、萌出可用空间以及第三臼齿的尺寸。
智齿变为阻生的原因是牙尺寸与下颌尺寸不匹配。阻生智齿的分类按照阻生方向、相比较于邻牙咬合面的深度、覆盖在牙冠上的牙龈或牙槽骨的量。也可按是否有临床症状分类。通常在青春期后期邻牙出现阻生症状时才发现智齿问题。可用口腔全景发射线检查筛选。
阻生智齿感染可用抗生素、牙結石清除術（洗牙）、龈切除术做初步治疗。但通常不会奏效并发生其它并发症。最常用办法是拔除智齿。其风险与拔牙的难度成正比。如果有高风险的下牙槽神经，可能仅拔除智齿的牙冠，故意保留智齿的牙根，这称为智齿冠切术。其风险是残留牙根的顽固性感染。

## 分类
牙齿可分类为发育牙、萌出牙、埋伏牙（不受其它牙影响但是无法萌出）、阻生牙。
智齿发育于14岁至25岁，16岁时已经有50%的牙根形成。25岁时有95%的人智齿全部萌出。但是智齿的移动在25岁以后仍会继续:140。
临床统计结果，11%的阻生智齿发病并有临床症状，0.6%有症状但未发病，51%无症状但发病，37%无症状且未发病。
阻生智齿按照其方向（最常见的是向前倾斜，称“近中”），阻生深度、是否感染發炎来描述。:143–144 拔除智齿的难度与复杂度与年龄是最相关而不是阻生方向。

## 征兆与症状

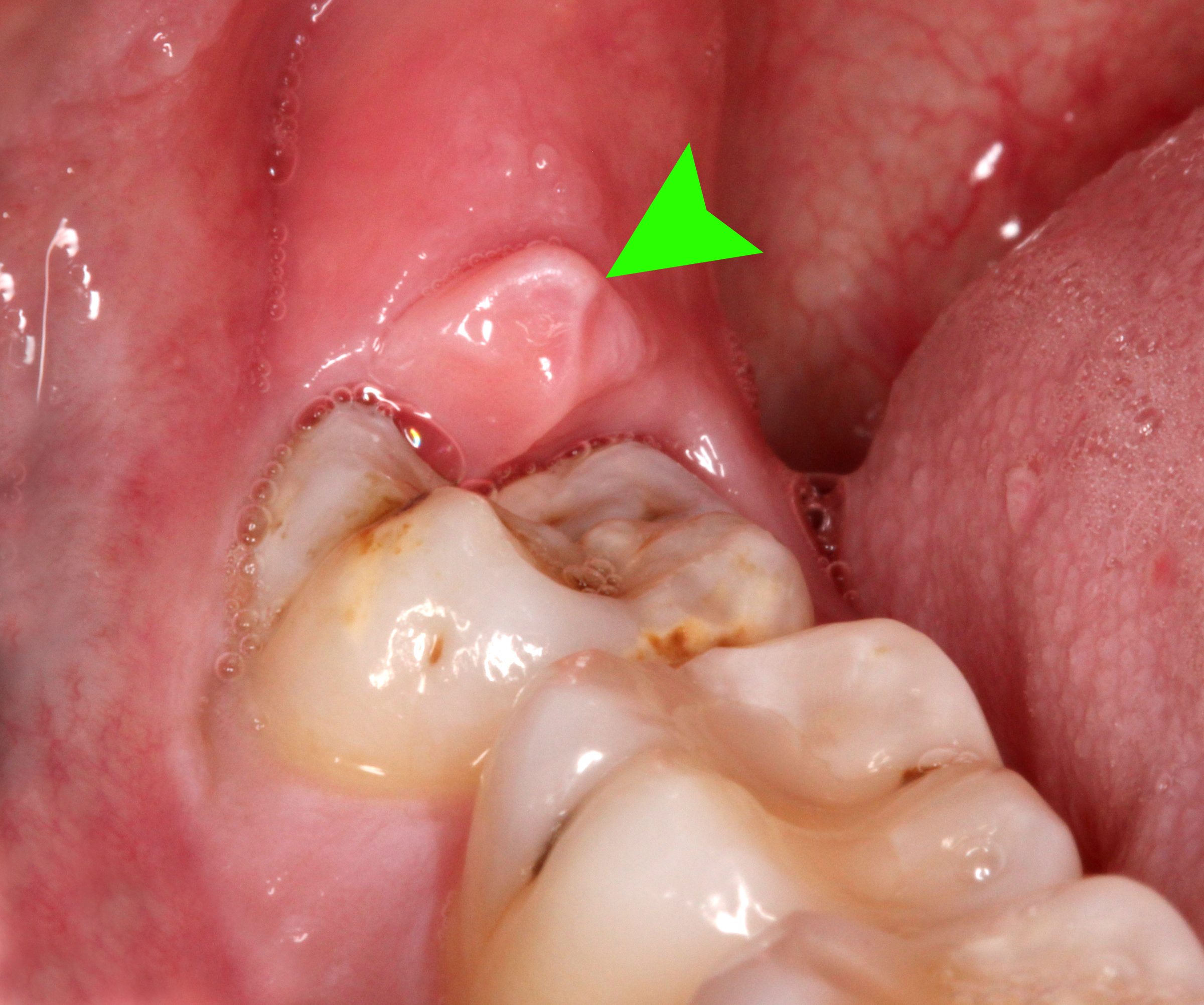
冠周炎(绿色箭头)